# Zbór Panmonistyczny
Zbór Panmonistyczny (Zbór Wszechjednościowy) – zrzeszenie religijne, nie stosujące obrzędów, deklarujące pacyfizm. W 2005 roku liczył 53 wiernych i 13 duchownych należących do jednego zboru w Warszawie.

## Geneza i dzieje
Zbór założony został w 1921 roku pod nazwą Wspólnota Twórczości przez Mariana Lubeckiego. W 1922 roku przybrał nazwę Zbór Miłości „Agape” i rozpoczął wydawanie miesięcznika „Wiara Twórcza”.
Po wojnie działał pod nazwą Zboru Unitariańskiego. W roku 1951 do wspólnoty weszły nowe osoby, które 10 lat później dokonały rozbicia. W 1961 roku Jednota uległa rozbiciu na dwa ugrupowania i wtedy wyłonił się Zbór Panmonistyczny. Wspólnota nie wypracowała własnej doktryny ani rytu liturgicznego, głosi wiarę w jedynego Boga oraz pacyfizm. W czasach PRL-u deklarowała poparcie dla „socjalistycznej ojczyzny”. Do obowiązków wyznawców należy niesienie pomocy wszystkim stworzeniom.
Zbór Panmonistyczny w 1960 roku liczył 15 wyznawców, w roku 1970 – 12, w roku 1980 – 13 wyznawców, a w roku 2005 – 53 wyznawców. Ze względu na małą liczebność wspólnota działa na zasadzie zwykłego stowarzyszenia bez osobowości prawnej i nie została wpisana do Rejestru kościołów i związków wyznaniowych prowadzonych przez Ministerstwo Administracji i Cyfryzacji.